# Fran García
Francisco José García Torres (* 14. srpna 1999 Bolaños) je španělský profesionální fotbalista, který hraje na pozici levého obránce za španělský klub Real Madrid a za španělský národní tým.

## Klubová kariéra

### Real Madrid
García se narodil ve městě Bolaños de Calatrava a v roce 2013 se přesunul do akademie Realu Madrid.
V A-týmu debutoval 6. prosince 2018, kdy v domácím utkání s UD Melilla (výhra 6:1) nastoupil jako náhradník za Daniho Carvajala v druhém poločase, a to v rámci Copa del Rey.

### Rayo Vallecano
Dne 1. září 2020 odešel García na roční hostování do druholigového Raya Vallecano. Svůj debut si odbyl o třináct dní později, kdy nastoupil k venkovnímu utkání proti RCD Mallorca (výhra 1:0). Okamžitě se stal stabilním členem základní sestavy trenéra Andoniho Iraoly, ale v listopadu utrpěl zranění kolena. Do sestavy se vrátil v průběhu prosince a do konce sezóny byl jedním z klíčových hráčů. V sezóně odehrál 43 soutěžních utkání a pomohl Rayu k postupu do nejvyšší soutěže.
Po sezóně přestoupil García do Vallecana natrvalo a podepsal smlouvu na čtyři roky. Svůj debut v La Lize si odbyl 15. srpna 2021, kdy nastoupil při venkovní prohře 0:3 se Sevillou. García si v sezóně udržel místo v základní sestavě, skončil s klubem v lize na 12. místě a postoupil s ním až do semifinále Copa del Rey.
Svými výkony v sezóně 2022/23, kdy García nastoupil do všech ligových zápasů, na sebe upozornil a stal se předmětem přestupových spekulací.

### Real Madrid (návrat)
Fran García se stal v červnu 2023 první letní posilou Realu Madrid. 12. srpna 2023 debutoval v dresu Realu Madrid v lize, a to při vítězství 2:0 nad Athleticem Bilbao.  17. září 2023 García v utkání La Ligy proti Realu Sociedad dvěma asistencemi rozhodl o vítězství Realu Madrid 2:1. Za svůj výkon byl vyhlášen mužem zápasu.

## Reprezentační kariéra
Dne 12. června 2023 byl García poprvé povolán do španělské reprezentace na finále Ligy národů 2023; v nominaci nahradil Juana Bernata.